# Adam Porębski
Adam Porębski – polski kompozytor, doktor habilitowany sztuki.

## Życiorys
W 2014 roku ukończył studia instrumentalistyki i kompozycji i teorii muzyki w Akademii Muzycznej im. Karola Lipińskiego we Wrocławiu. W 2016 roku obronił pracę doktorską pt. Technika nakładania cykli w utworze n-Cyclus na orkiestrę symfoniczną, której promotorem był Krystian Kiełb, w 2022 roku habilitował się.
Pracuje na stanowisku asystenta w Instytucie Kompozycji, oraz prodziekana na Wydziale Kompozycji, Dyrygentury, Teorii Muzyki i Muzykoterapii Akademii Muzycznej im. Karola Lipińskiego we Wrocławiu.

## Odznaczenia
- Odznaka honorowa „Zasłużony dla Kultury Polskiej”[3]
- Brązowy Krzyż Zasługi[3]